# Xe đạp tại Đại hội Thể thao Bán đảo Đông Nam Á 1965
Môn xe đạp tại Đại hội Thể thao Bán đảo Đông Nam Á  năm 1965 được tổ chức từ ngày 15 tháng 9 đến ngày 18 tháng 12. Các nội dung đua xe đạp lòng chảo được tổ chức tại Sân vận động Merdeka, Kuala Lumpur, Malaysia.

## Tóm tắt kết quả

### Nam
| Nội dung                                  | Vàng                                                                                     | Vàng       | Bạc                                                | Bạc        | Đồng                                                                 | Đồng       |
| ----------------------------------------- | ---------------------------------------------------------------------------------------- | ---------- | -------------------------------------------------- | ---------- | -------------------------------------------------------------------- | ---------- |
| 1000 m Đua cá nhân tính giờ đường trường  | Tan Thol                                                                                 | 1:14.4     | Ng Joo Pong                                        | 1:17.0     | Pairote Roongtonkit                                                  | 1:18.3     |
| 100 km Đua đồng đội tính giờ đường trường | Thái Lan Pairote Roongtonkit · Smaisuk Krisansuwan · Chainarong Sophonpong · C. Varayout | 2:51:15    | Campuchia Ret Chhon · Yi Yuong · Văn Sơn · Văn Ứng | 2:53:18    | Nam Việt Nam Trần Văn Nên · Tranh Gia Châu · Bùi Văn Hoàng · Van Dam | 2:53:34    |
| 800 m Đua cá nhân xuất phát đồng loạt     | Shaharuddin Jaafar                                                                       | 1:05.8     | Nguyễn Văn Châu                                    | 1:05.8     | Smaisuk Krisansuwan                                                  | 1:06.2     |
| 1600 m Đua cá nhân xuất phát đồng loạt    | Smaisuk Krisansuwan                                                                      | 2:35.7     | Shaharuddin Jaafar                                 | 2:35.7     | Pairote Roongtonkit                                                  | 2:35.8     |
| 4800 m Đua cá nhân xuất phát đồng loạt    | Yi Yuong                                                                                 | 7:41.8     | Tranh Gia Chau                                     | 7:42.8     | Tan Thol                                                             | 7:42.9     |
| 10,000 m Đua cá nhân xuất phát đồng loạt  | Dechapol                                                                                 | 15:41.6    | Ng Joo Pong                                        | 15:41.7    | Danh Tanh Se                                                         | 15:42.2    |
| 200 km Đua cá nhân xuất phát đồng loạt    | Trần Văn Nên                                                                             | 6:10:51.7  | Choy Mow Thim                                      | 6:10:52.2  | Pairote Roongtonkit                                                  | 6:10:53.5  |
| 4000 m Đua rượt đuổi đồng đội             | Thái Lan                                                                                 |            | Campuchia                                          |            | Việt Nam Cộng hòa                                                    |            |
| Đua xếp hạng đồng đội                     | Thái Lan Pairote Roongtonkit · Chainarong Sophonpong · Surivong                          | 18:34:45.8 | Nam Việt Nam                                       | 18:34:46.9 | Malaysia                                                             | 18:54:04.3 |

## Bảng huy chương
| Hạng               | Đoàn               | Vàng | Bạc | Đồng | Tổng số |
| ------------------ | ------------------ | ---- | --- | ---- | ------- |
| 1                  | Thái Lan (THA)     | 5    | 0   | 4    | 9       |
| 2                  | Campuchia (CAM)    | 2    | 2   | 2    | 6       |
| 3                  | Malaysia (MAS)     | 1    | 4   | 1    | 6       |
| 4                  | Việt Nam (VNM)     | 1    | 3   | 2    | 6       |
| Tổng số (4 đơn vị) | Tổng số (4 đơn vị) | 9    | 9   | 9    | 27      |